# Waldemar Maciszewski

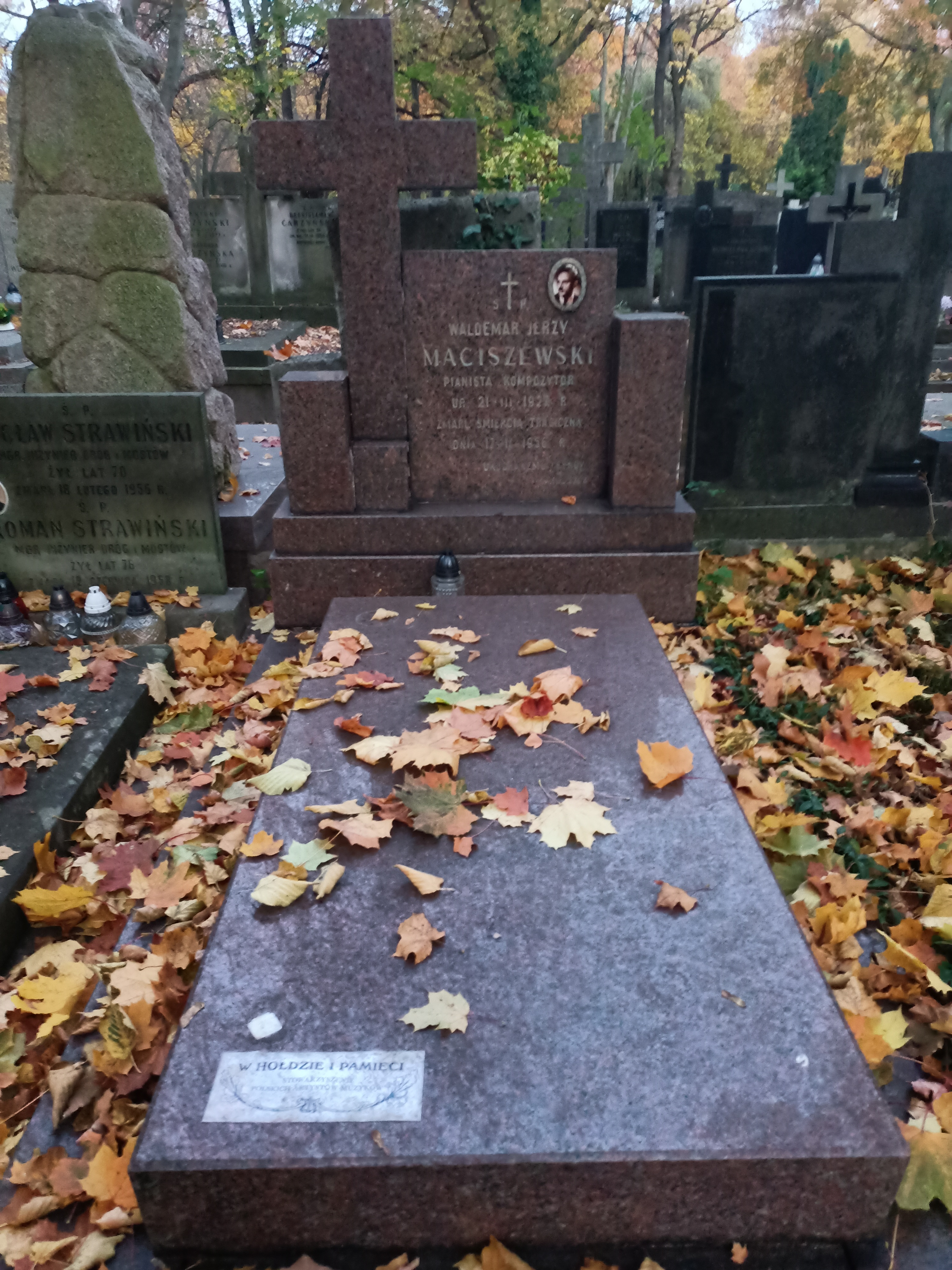
Grób Waldemara Macieszewskiego na Cmentarzu Powązkowskim

Waldemar Maciszewski (ur. 21 maja 1927 w Warszawie, zm. 8 lutego 1956 w Świdrze) – polski pianista, laureat III nagrody na IV Międzynarodowym Konkursie Pianistycznym im. Fryderyka Chopina (1949).

## Życiorys
Naukę rozpoczął w szkole muzycznej w Warszawie. W czasie II wojny światowej uczył się w działającym tajnie Konserwatorium Warszawskim. W latach 1945–1948 był studentem Państwowej Wyższej Szkoły Muzycznej w Krakowie w klasie Zbigniewa Drzewieckiego.
Odniósł sukcesy na trzech konkursach pianistycznych:
- Międzynarodowy Konkurs Muzyczny im. Béli Bartóka w Budapeszcie (1948) – VI nagroda[1]
- Międzynarodowy Konkurs Pianistyczny im. Fryderyka Chopina (1949) – III nagroda[2]
- Międzynarodowy Konkurs Bachowski w Lipsku (1950) – III nagroda (ex aequo z Jörgem Demusem)[3]

W latach 40. i 50. XX wieku występował pod pseudonimem Waldemar Valdi. Był jednym z muzyków grających w pierwszych polskich zespołach jazzowych (lub nazywanych jazzowymi). Był m.in. jednym z członków zespołu Władysława Kabalewskiego, prowadzącego firmową orkiestrę wytwórni Fogg Record. W 1947 brał udział w pierwszym jam session w warszawskim Jazz-Clubie. Jednocześnie kontynuował karierę klasycznego pianisty. W 1949 koncertował w Bułgarii, Rumunii i wielu polskich miastach z okazji 100. rocznicy śmierci Fryderyka Chopina.
Zginął w wypadku pod kołami pociągu. Pochowany na cmentarzu Powązkowskim (kwatera 133-6-4).

## Dyskografia (wybór)
- Tico Tico / Twoje oczy (Muza 2637)
- Hop, hop / Alexander's Ragtime Band (Muza 2638)
- Waldemar Valdi / Zespół Jazzowy Charles Bovery 1955 (PN Muza L 0065, split)